# Rio Sirba
Sirba é um rio de Burquina Fasso, afluente do rio Níger. Nasce na área de Bulsa e Cupela e flui a nordeste em direção ao Níger durante a estação chuvosa. O Faga é seu principal afluente e o Sirba forma parte da fronteira Burquina Fasso-Níger. O explorador Heinrich Barth cruzou-o em 2 de julho de 1853, na estação chuvosa, sobre juncos. Disse que suas margens tinham seis metros de altura, sua largura 65 e sua profundidade três no meio do canal.